# Joan Roma i Homs
Joan Roma i Homs (Sant Quirze de Besora, 1908 - Sant Jaume de Frontanyà, 1941) va ser un polític català.
Obrer tèxtil, a les eleccions municipals del 1934 va ser escollit regidor de l'Ajuntament de Sant Quirze de Besora com a membre d'Esquerra Republicana. Arran dels fets d'octubre del 1934 va ser destituït per l'autoritat militar. De la tasca de govern de Roma cal destacar la creació d'una classe de tall, confecció i instrucció general de la dona i la catalanització de plaques i nomenclatura de carrers.
Després de la victòria del Front d'Esquerres a les eleccions del 1936 els regidors deposats van ser restituïts en els seus càrrecs. L'octubre del mateix any va ser escollit alcalde. Una de les primeres mesures preses va ser la de desmobilitzar les milícies locals i ordenar l'abandonament de la rectoria i el convent de les monges, la qual cosa provoca desavinences amb la CNT i, aquest fet, la dimissió del govern en ple amb Joan Roma al capdavant.
L'agost del 1937, però, Joan Roma va tornar a ocupar l'alcaldia i la tasca del govern es va centrar a anar a buscar a França aliments atesa la mancança que hi havia a la població i l'emissió de paper moneda. Les dificultats del moment històric el van portar, tot i això, a dimitir dos mesos després.
El 1940 va ser delatat i després de ser ferit de bala va ser empresonat a Vic d'on va aconseguir escapar-se.